# La figlia della Madonna (fiaba)
La figlia della Madonna (in tedesco Marienkind) è una fiaba germanica, contenuta nelle Fiabe  dei fratelli Grimm.

## Trama
Un taglialegna e la moglie vivevano sul limitare di un bosco, assieme alla figlia di tre anni. Un giorno il taglialegna, mentre lavorava nel bosco, vide apparire una bellissima donna con una corona di stelle lucenti sul capo. Questa signora gli rivelò di essere la Madonna e che, ben sapendo quanto era povera la sua famiglia, gli chiedeva di portarle la bambina, promettendogli che l'avrebbe portata con sé in Cielo e l'avrebbe cresciuta come se fosse stata sua figlia.

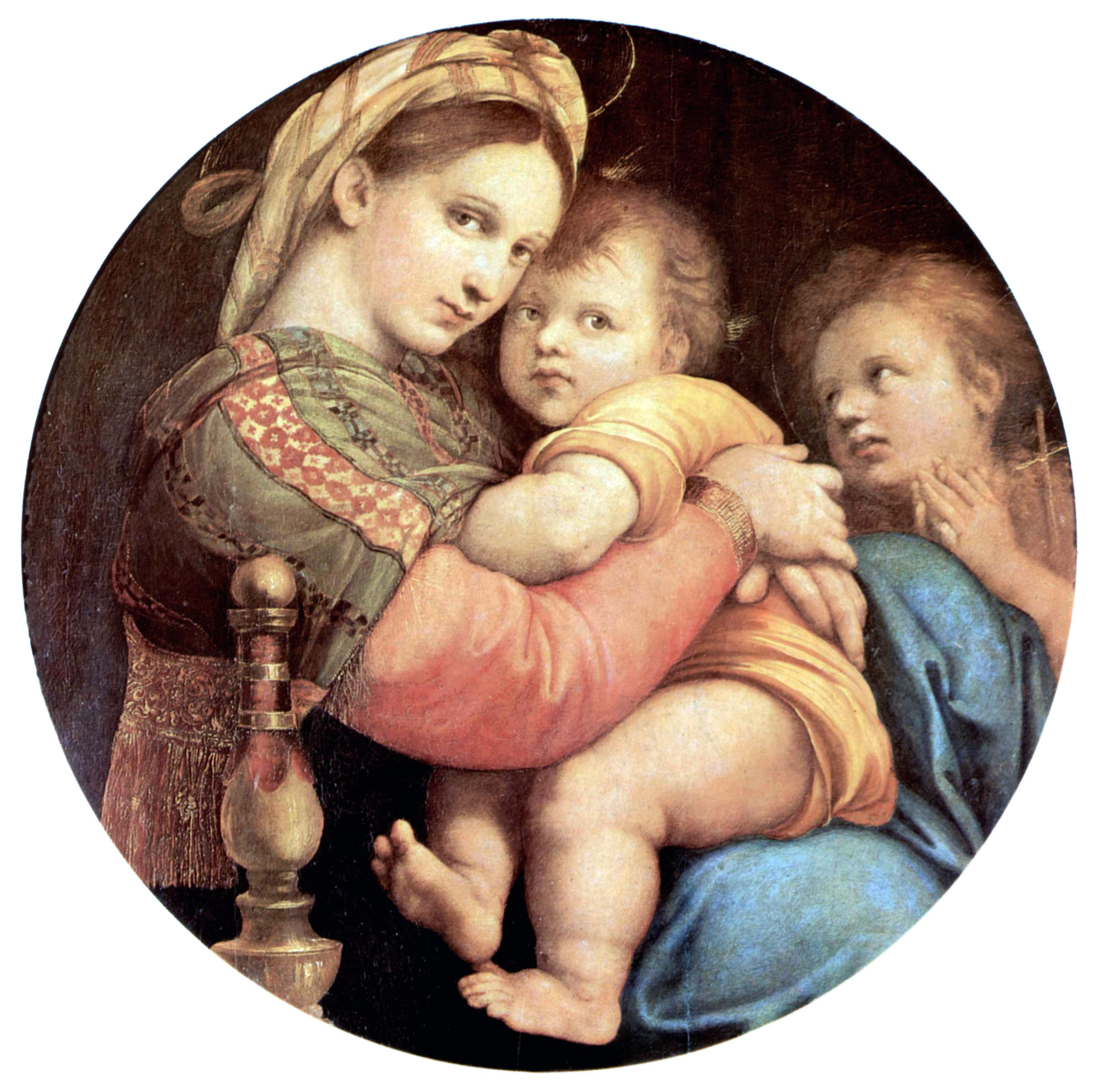
Raffaello, Madonna della Seggiola

Il giorno seguente, il taglialegna portò la figlia nel bosco e la consegna alla Santa Vergine che, come promesso, la portò in Cielo. Lì la bambina era felice, aveva bei vestiti d'oro, e gli angeli giocavano sempre con lei. Un giorno la Madonna le disse che si sarebbe dovuta assentare per un lungo viaggio e che le affidava le chiavi di tutte le porte del regno dei cieli, e che le avrebbe potute visitare tutte, tranne la tredicesima.
La bambina le promise che si sarebbe contentata delle rimanenti dodici stanze ma, tredici giorni dopo, non resistette alla tentazione e, credendo di non esser vista, aprì la tredicesima porta, e le apparve la terribile visione della Trinità, avvolta da fiamme splendenti. Intimorita da tale visione, la bambina si affrettò a richiudere la porta. Pochi giorni dopo la Madonna tornò dal viaggio e, quando la bambina le assicurò per tre volte di non essere entrata nella stanza proibita, si accorse immediatamente che mentiva e la ricacciò sulla terra, impedendole di parlare finché non avesse ammesso la sua colpa.
Gli anni passavano, e la bambina crebbe e divenne una donna. Visse sempre nel bosco, dormendo nella cavità di un albero, e non dischiuse mai le labbra. Ma un giorno, in primavera, giunse all'albero il re di quella terra e, vedendo quella donna con i capelli lunghi fino ai piedi e vestita di foglie, ne rimase colpito e si innamorò subito di lei. Benché la donna non parlasse (per la punizione della Madonna) la sposò e fece di lei la sua regina. Tempo dopo i due sposi ebbero un figlio e la notte stessa dopo il parto, la Madonna apparve alla regina e le disse che se non avesse ammesso la propria colpa, le avrebbe portato via il neonato. La regina disse di non aver guardato nella stanza proibita, e quindi la Madonna le strappò il figlio e lo portò nel regno dei cieli.
Quando si sparse la voce che il figlio del re era misteriosamente scomparso, il popolo iniziò a pensare che la regina fosse un mostro e che lo avesse divorato. Il re, che era molto innamorato della moglie, ignorò le voci. Per altre due volte i reali ebbero un figlio, ed entrambe le volte la Madonna apparve in sogno alla regina ripetendole il medesimo anatema, e la regina le diede la medesima risposta e quindi la Beata Vergine le portò via i figli. A questo punto nemmeno il re fu più in grado di calmare il popolo ed i propri ministri, che condannarono la donna al rogo. Mentre le fiamme iniziavano a salire, la regina si pentì amaramente di aver mentito alla Madonna e, nell'ultimo momento le confessò il proprio peccato. La Vergine allora mandò la pioggia a sedare le fiamme ed apparve sul rogo assieme ai tre figli della donna. Riportò i due bambini ed il neonato al re e rimosse la propria maledizione dalle labbra della donna, che visse felice con il proprio sposo fino alla fine dei suoi giorni.

## Catalogazione
- KHM 003
- Schema di classificazione Aarne-Thompson: AT 0710 - Our Lady's Child